# Екскурзия в Тиндари
„Екскурзия в Тиндари“ (на италиански: La gita a Tindari) е роман на италианския писател Андреа Камилери. Романът е издаден през 2000 г. от издателство „Sellerio editore“ в Палермо. На български език е издаден на 18 август 2014 г. от издателство „Книгопис“, в поредицата „Криминална колекция“, в превод на Весела Лулова Цалова, с подзаглавие „Комисарят Монталбано е потресен“.

## Сюжет
Внимание:  Текстът по-долу разкрива сюжета на произведението (или части от него)!
Млад мъж е застрелян пред дома си. Възрастна семейна двойка необяснимо изчезва. Има ли друго общо между двата случая, освен че жертвите живеят в една и съща кооперация? В търсене на отговора комисар Монталбано разговаря с десетки хора, приема тайна среща с мафиотски бос, дори проучва еротични видеозаписи, но разбулването на загадката му подсказва едно старо маслиново дърво. А разкритието се оказва толкова отвратително, че дори обръгналият в професията комисар е истински потресен!

## Екранизация
Романът „Екскурзия в Тиндари“ e заснет като епизод 1 от третия сезон на телевизионния сериал „Комисар Монталбано“, и е излъчен на 9 май 2001 г. В ролята на комисар Монталбано е италианският актьор Лука Дзингарети.